# Ауґустини
Ауґустини (пол. Augustyny, нім. Agstein) — село в Польщі, у гміні Орнета Лідзбарського повіту Вармінсько-Мазурського воєводства.
Населення — 39 осіб (2011).
У 1975-1998 роках село належало до Ельблонзького воєводства.

## Демографія
Демографічна структура станом на 31 березня 2011 року:
|          | Загалом | Допрацездатний вік | Працездатний вік | Постпрацездатний вік |
| -------- | ------- | ------------------ | ---------------- | -------------------- |
| Чоловіки | 25      | 3                  | 18               | 4                    |
| Жінки    | 14      | 2                  | 8                | 4                    |
| Разом    | 39      | 5                  | 26               | 8                    |